# Rhaeboctesis secunda
Espèce
Rhaeboctesis secunda est une espèce d'araignées aranéomorphes de la famille des Liocranidae.

## Distribution
Cette espèce se rencontre en Afrique du Sud et au Lesotho,.

## Description
Le mâle mesure 7,6 mm et la femelle 12,3 mm.

## Systématique et taxinomie
Cette espèce a été décrite par Tucker en 1920.

## Publication originale
- Tucker, 1920 : « Contributions to the South African Arachnid Fauna. II. On some new South African spiders of the families Barychelidae, Dipluridae, Eresidae, Zodariidae, Heracliidae, Urocteidae, Clubionidae. » Annals of the South African Museum, vol. 17, p. 439-488 (texte intégral).